# Sphagnum ovatum
Sphagnum ovatum är en bladmossart som beskrevs av Hampe in C. Müller 1874. Sphagnum ovatum ingår i släktet vitmossor, och familjen Sphagnaceae. Inga underarter finns listade i Catalogue of Life.